# Антиписарське повстання у Дагестані
Антиписарське повстання відбулося Дагестанської області Російської імперії в 1913—1914 роках. Головною причиною стала негативна реакція населення на переклад діловодства з арабської на російську мову в контексті насильницької русифікації гірських народів. Це посилювалося ще й тим, що утримувати російськомовних писарів доводилося самим людям.
У результаті, щоб повстання не перекинулося весь Дагестан, царська адміністрація пішла на поступки і повернула арабомовне діловодство.

## Причини
Утвердившись на Північному Кавказі, Російська імперія поступово відмовилася навіть від тих напівліберальних елементів політики в регіоні, які вона дозволяла собі спочатку після війни. Царська адміністрація на Кавказі, зокрема в Дагестані, розпочала політику насильницької русифікації населення.
Місцеві жителі, особливо у гірських районах, були бідні, у тому числі через неврожайний рік. Це призвело до того, що новина, що їм доведеться утримувати нових писарів за 3600 рублів на рік, зустріли люди вороже. Тому агітаційна діяльність мусульманських лідерів, спрямована проти рішення уряду, мала значний резонанс.
До реформи діловодство лежало на мусульманському духовенстві — муллах та кадіях. Вони змогли переконати населення, що після введення письменництва російською будуть і інші зміни: військова повинность, скасування міських судів і адатного права, перепис населення з метою збільшення податків та інше. Ще вони попереджали про небезпеку, яка загрожує ісламу, що виділяється ознакою чого, на їхню думку, було утиск арабської мови.

Військовий губернатор Дагестану Сигізмунд Вольський повідомляв:

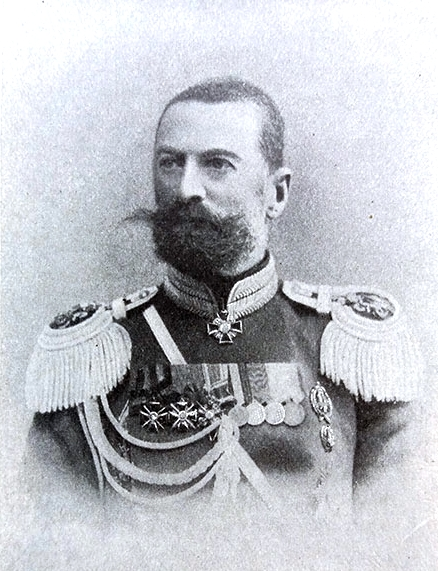
Сигізмунд Вольський, губернатор Дагестану

«Влада шейхів і мулл настільки сильна, що паралізує взагалі будь-яку спробу долучити населення до загального порядку державного життя, просвітити його і зблизити з російськими інтересами».

## Протест
Спочатку незадоволені вдалися до мирних методів протистояння, відправивши в кінці 1913 депутацію до намісника царя з вимогою скасувати реформу. Але вони зіткнулися з наполегливим опором колоніальної влади.

Наприкінці 1913 — на початку 1914 років у деяких округах населення відкрито виступило проти реформи, у багатьох горських аулах пройшла низка виступів. Жителі Дженгутая побили начальника дільниці та писаря за те, що губернатор направив до них міліцію для накладення штрафу. У деяких селах Гунібського та Аварського округів убили. У січні-лютому 1914 року гучні виступи пройшли в селах Хунзах, Гімри, Унцукуль, Дургелі, Нижнє Казанище та інших.
«Спроба старанної військово-народної адміністрації самодержавства запровадити російських писарів в аулах для заміни діловодства арабською мовою російською підняла ціле повстання. Декілька десятків тисяч озброєних горців Нагірного Дагестану рушили в Темір-Хан-Шуру, ультимативно вимагаючи скасування цього русифікаційного заходу. Жодні військові загрози не могли допомогти».
За свідченнями начальника Койсубулінської ділянки Аварського округу, 12 березня вранці молодь по барабанному бою зібрала населення і вимагала йти до Шури заявити губернатору протест проти писарів. Частина мешканців Унцукуля справді вирушила до Шури, де, як потім виявилося, зібралося населення та багатьох інших сіл, як Аварського, так і інших округів. Наступного дня близько 6000 протестувальників (за іншими джерелами — від 3 до 5 тисяч) виступили до Темір-Хан-Шура з вимогою або заслати їх, або позбавити їх від російських писарів. Війська губернатора, зустрівши на околиці міста горян, зупинили їх. Надвечір вони були витіснені, а наступного ранку розпорошені.
В історіографії СРСР закріпилося, що повстання проходило під керівництвом місцевих революційних діячів — Улубія Буйнакського, Махача Дахадаєва, М.-М. Хізроєва, Саїда Габієва та інших. Насправді ж майже всі вони тоді були не в Дагестані і не мали можливості на будь-що впливати.
Антиписарську агітацію вели місцеві представники духовенства — Сайпулла-каді з Ніцовкра, Хіци з Нижнього Дженгутая, а також Нажмутдін Гоцінський.

## Підсумок
Збурення перекинулися інші округи Дагестану. Царська адміністрація, сильно стривожена завзятим і організованим опором горян, спочатку відмовилася від насильницького проведення реформи, а потім взагалі її скасувала.
Реформа була скасована, але з 168 сільських спільнот Дагестанської області в 77 зрештою було переведено на діловодство російською мовою.
За підтримку повстання Сайпулла-каді Башларов був засланий до Саратовської (за іншими відомостями — Казанської) губернії терміном на два роки.